# Neottiosporina sorghicola
Neottiosporina sorghicola är en svampart som beskrevs av B. Sutton & W.P. Wu 1995. Neottiosporina sorghicola ingår i släktet Neottiosporina, divisionen sporsäcksvampar och riket svampar.   Inga underarter finns listade i Catalogue of Life.